# Thần Lorax
Thần Lorax (tên tiếng Anh: The Lorax) là một bộ phim hài giả tưởng âm nhạc hoạt hình 3D trên máy tính của Mỹ được sản xuất bởi Illumination Entertainment và dựa trên cuốn sách thiếu nhi cùng tên của Dr. Seuss.

## Lồng tiếng
- Danny DeVito vai Lorax
- Ed Helms vai Once-ler
- Zac Efron vai Ted Wiggins
- Taylor Swift vai Audrey
- Rob Riggle vai Aloysius O'Hare
- Betty White vai Grammy Norma
- Jenny Slate vai Bà Wiggins
- Nasim Pedrad vai Isabella
- Stephen Tobolowsky vai Ông bác Ubb
- Elmarie Wendel vai Dì Grizelda
- Danny Cooksey vai Brett và Chet